# Drujba, Radîvîliv
Drujba (în ucraineană Дружба) este localitatea de reședință a comunei Drujba din raionul Radîvîliv, regiunea Rivne, Ucraina.

## Demografie
Componența lingvistică a localității Drujba
     Ucraineană (99,9%)
     Alte limbi (0,1%)
Conform recensământului din 2001, majoritatea populației localității Drujba era vorbitoare de ucraineană (99,9%), existând în minoritate și vorbitori de alte limbi.